# Eggøya
Eggøya (deutsch auch Eierinsel) ist eine Halbinsel auf der zu Norwegen gehörenden Insel Jan Mayen im Nordatlantik. Sie liegt an der Südostküste der Insel zwischen den Buchten Jamesonbukta und Eggøybukta sowie östlich der Sørlaguna. Eggøya ist der Rest eines erodierten Vulkankraters, von dem nur der nördliche Rand übriggeblieben ist. Er umschließt halbkreisförmig die Meeresbucht Kraterbukta und bildet ein steiles Kliff, das in seinem höchsten Punkt 217 m erreicht. Weniger als 100 Meter westlich von Eggøyodden, der Südwestspitze Eggøyas, liegt die kleine Felseninsel Eggøykalven.

## Entstehungsgeschichte
Geologisch gehört Eggøya zu den jüngsten Teilen Jan Mayens. Nach Pall Imsland entstand die heutige Halbinsel vor wenigen hundert Jahren durch einen Vulkanausbruch, der zwei Kilometer vor der damaligen Küste unter dem Meeresspiegel stattfand. Der entstehende Tuff-Kegel war zunächst nicht mit Jan Mayen verbunden. Noch bis ins 19. Jahrhundert war Eggøya eine Insel, die der Küste im Bereich der Rekvedbukta unmittelbar vorgelagert war, wie schon Joan Blaeus Karte aus dem Jahre 1662 zeigt. William Scoresby, auf den viele geographische Namen auf Jan Mayen zurückgehen, stellte Eggøya 1820 auf seiner Karte immer noch als Insel dar. Dem ihr auf Jan Mayen gegenüberliegenden Kap gab er sogar einen Namen: Cape Brodrick, heute der Name des Ostkaps der Halbinsel Eggøya. Laut Pall Imsland entstanden die Lavafelder Røysflya und Laguneflya, die das heutige flache Hinterland Eggøyas bilden, erst durch die Ausbrüche am Dagnyhaugen von 1732 und 1818. Der noch bestehende schmale Kanal zwischen Jan Mayen und Eggøya wurde vom Meer bald mit Sand aufgefüllt.
Neuere geologische Untersuchungen sehen Eggøya als Schauplatz des Ausbruchs von 1732. Wie Imsland gehen die Autoren von einer Surtseyanischen Eruption im flachen Wasser vor der Küste Jan Mayens aus. Die ausgeworfene Asche von insgesamt 0,302 bis 0,0404 km² bedeckte weite Teile der Insel und legte sich auch auf die Lavafelder Røysflya und Laguneflya, was beweist, dass der Ausbruch Eggøyas jüngeren Datums als derjenige des Dagnyhaugen ist. Aus der Verteilung der Asche kann geschlussfolgert werden, dass diese teilweise auf Schnee fiel, was darauf hindeutet, dass der Ausbruch im Frühjahr stattfand. Das passt zum Bericht des Hamburger Kapitän Jacob Jacobsen Laab, nach dem der Ausbruch von 1732 am 17. Mai begann und große Mengen an Asche in die Atmosphäre abgab, die noch in einer Entfernung von 15 Meilen „das Deck des Schiffes ganz dicke angefüllet“ hätten. Das Eyer Eylandt of Vogel klippen auf Blaeus Karte von 1662 ist demnach nicht mit dem heutigen Eggøya identisch und war bereits vollständig erodiert, als die Halbinsel Eggøya im späten 18. Jahrhundert auf den Karten erschien.

## Heutige vulkanische Aktivität
Dass Eggøya auch heute noch vulkanisch aktiv ist, zeigt der Dampf, der aus Spalten des Kraters austritt. Während des Ausbruchs von 1971, der sich an der Nordostflanke des Beerenbergs abspielte, kamen Asche und Schwefel zum Dampf hinzu und hinterließen auf dem Schnee Eggøyas schwarze und gelbe Flecken.

## Historische Karten

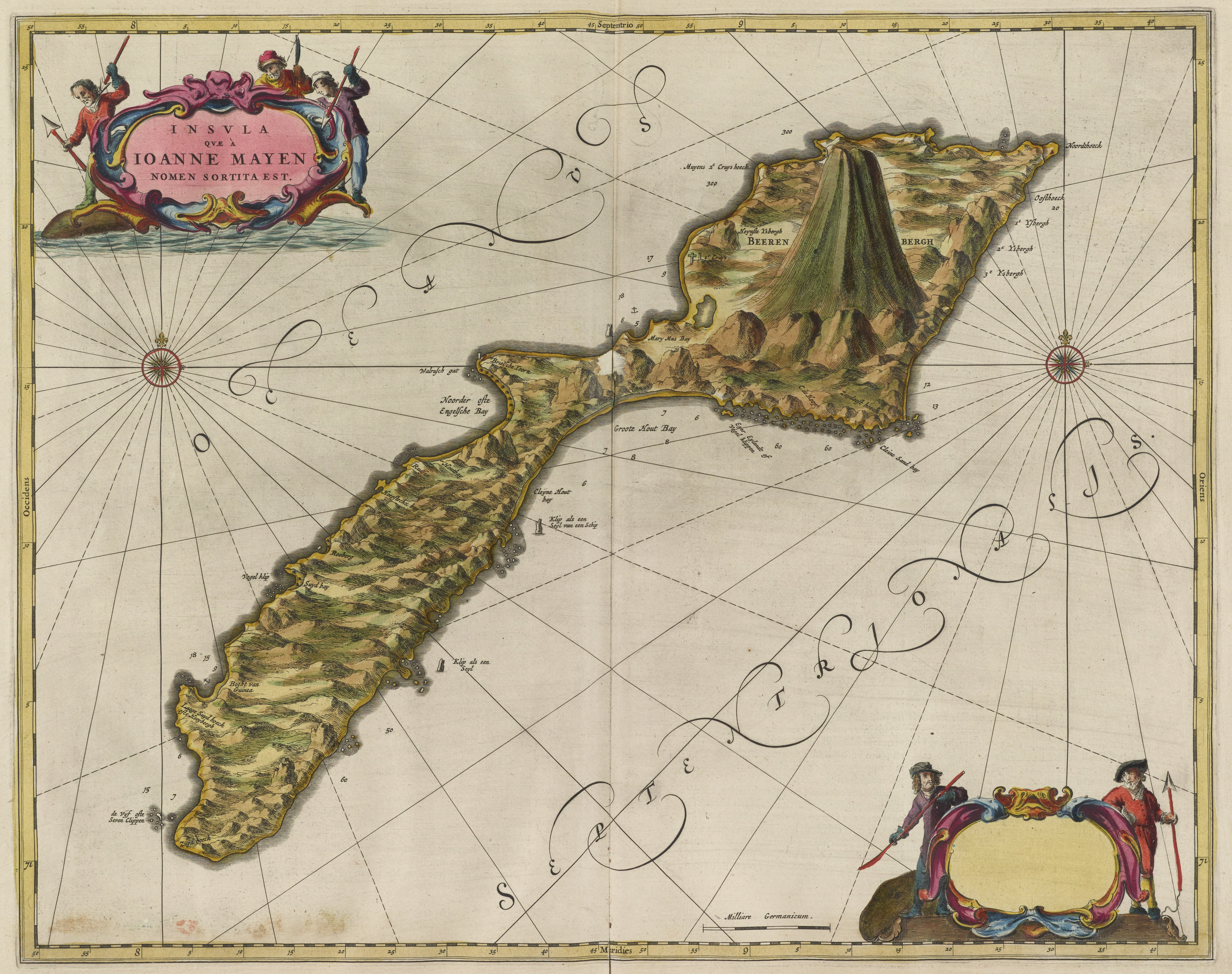
Insel Eyer Eylandt of Vogel klippen (alt-niederländisch) auf Joan Blaeus Karte (1662)
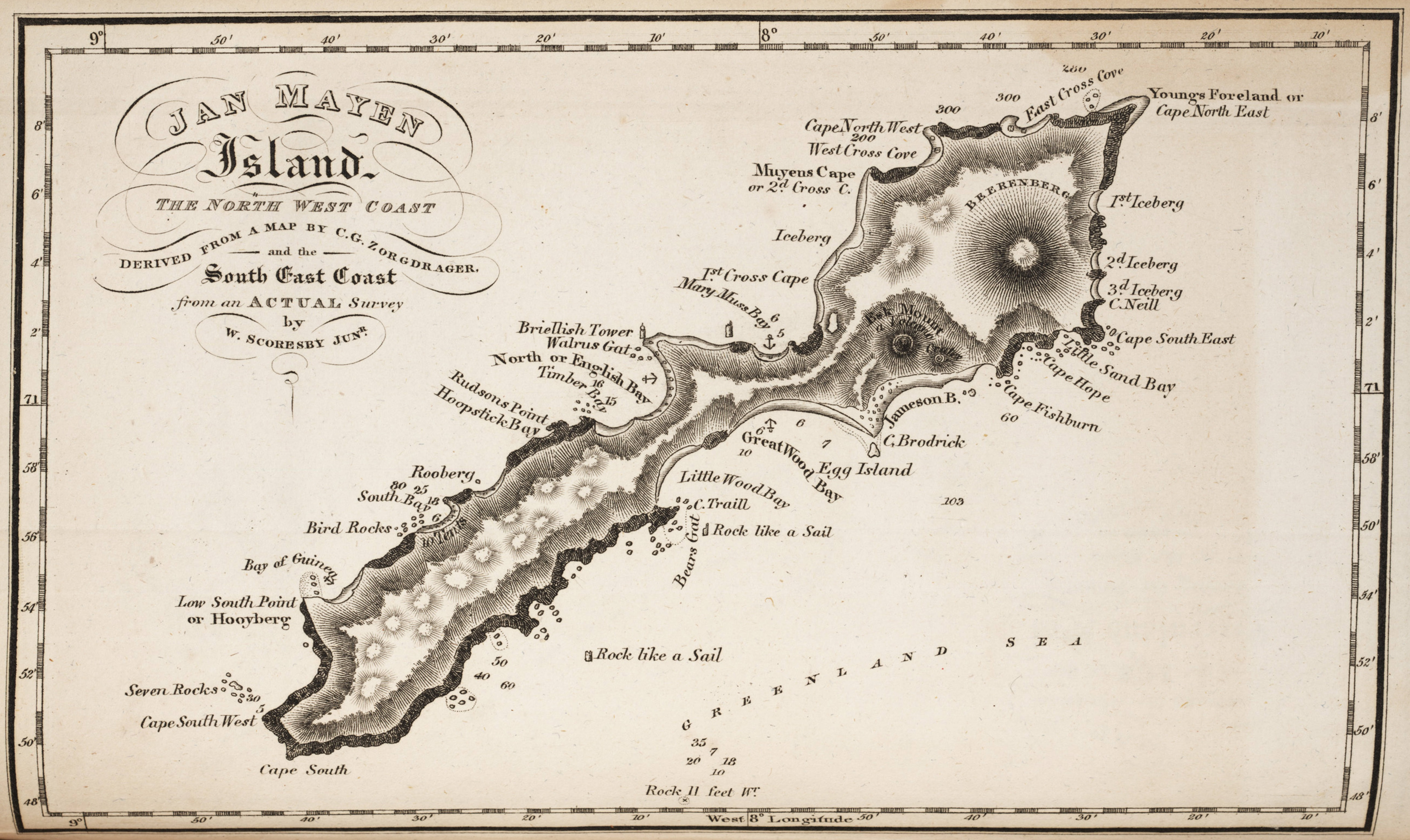
Scoresbys Karte von 1820 mit der Insel Egg Island
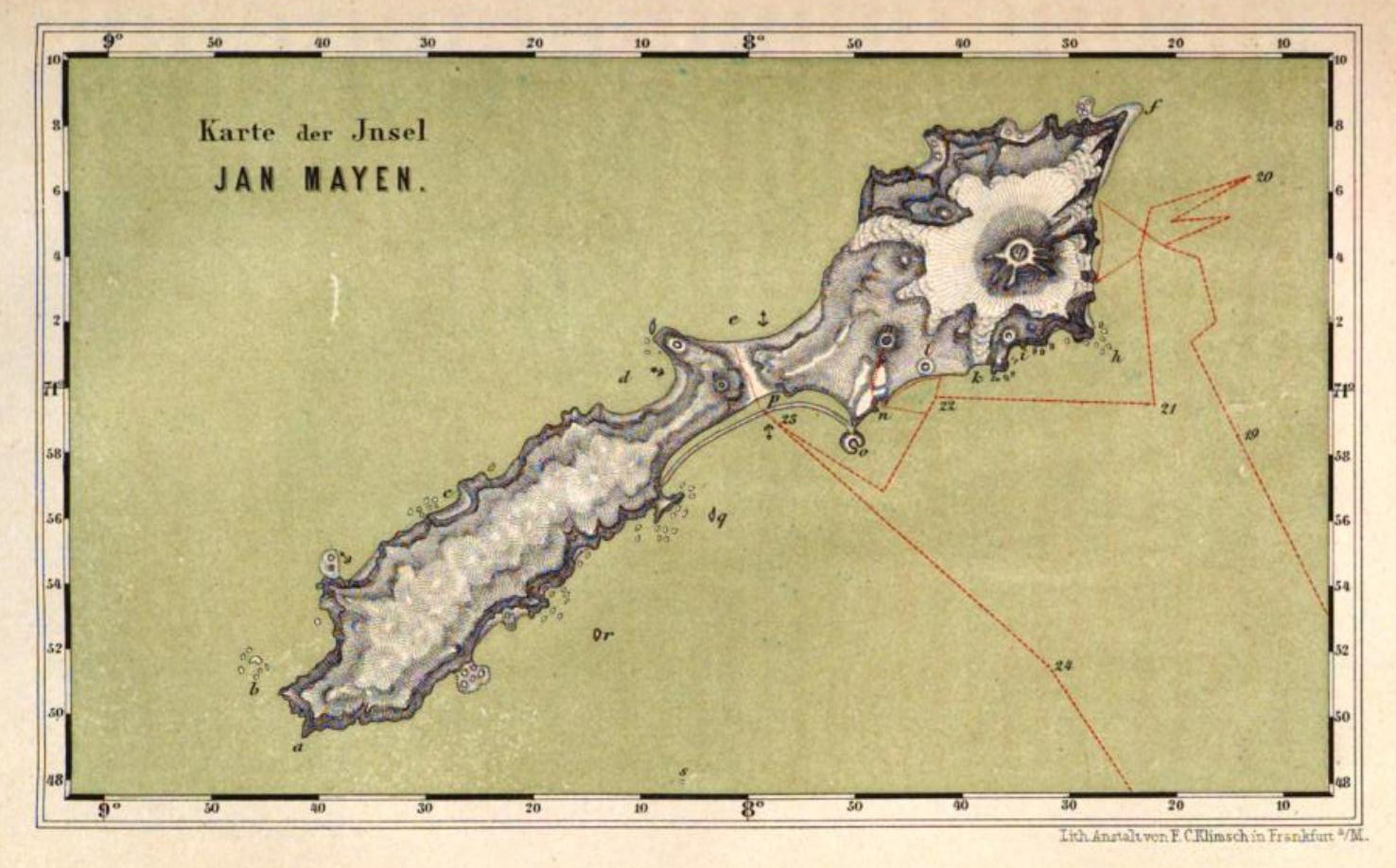
Carl Vogt 1863: Die Insel wird zur Halbinsel, zunächst über eine schmale Landverbindung
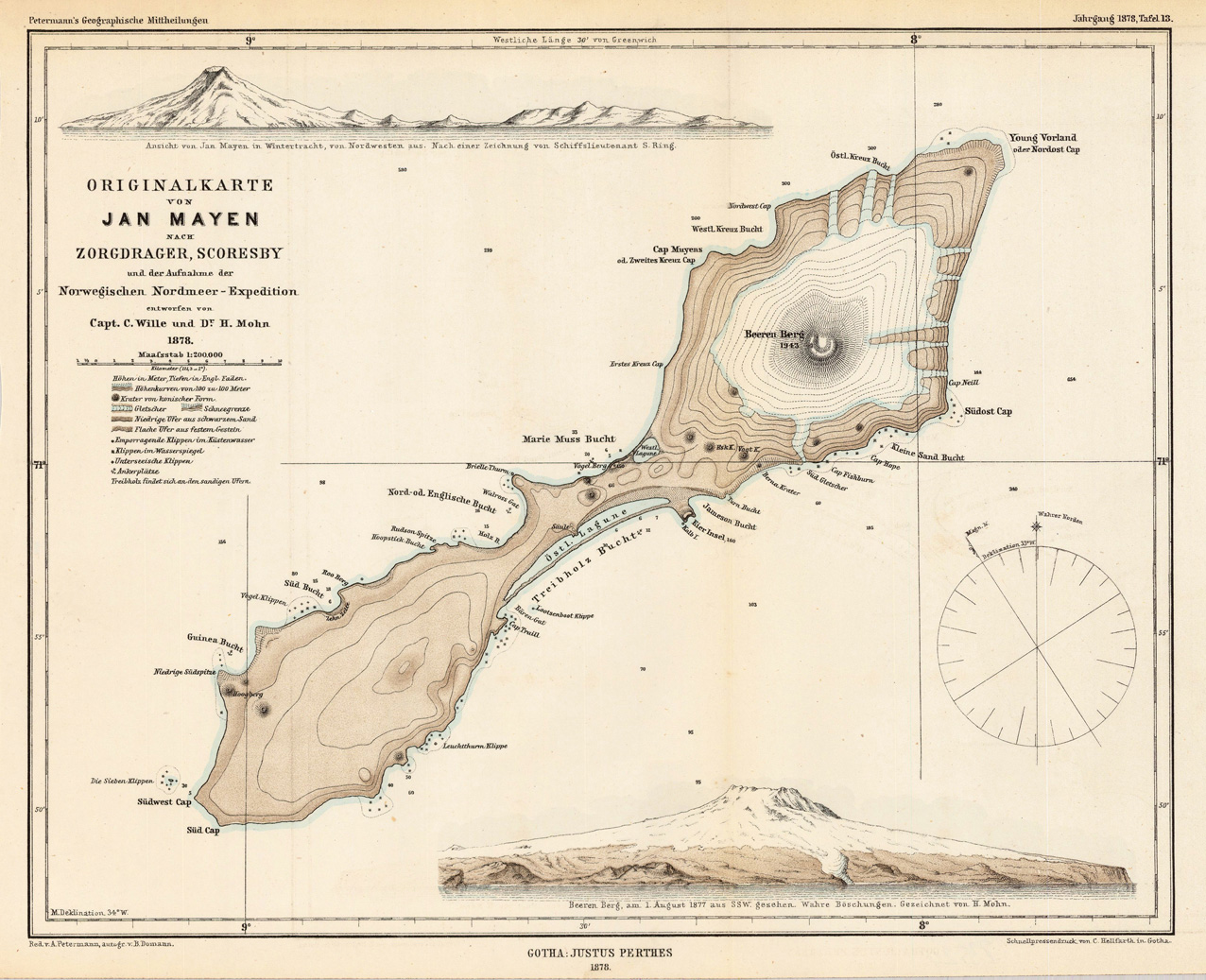
Die Eier Insel auf der von Henrik Mohn nach der Norwegischen Nordmeerexpedition erstellten deutschsprachigen Karte von 1878 ist bereits eine Halbinsel.
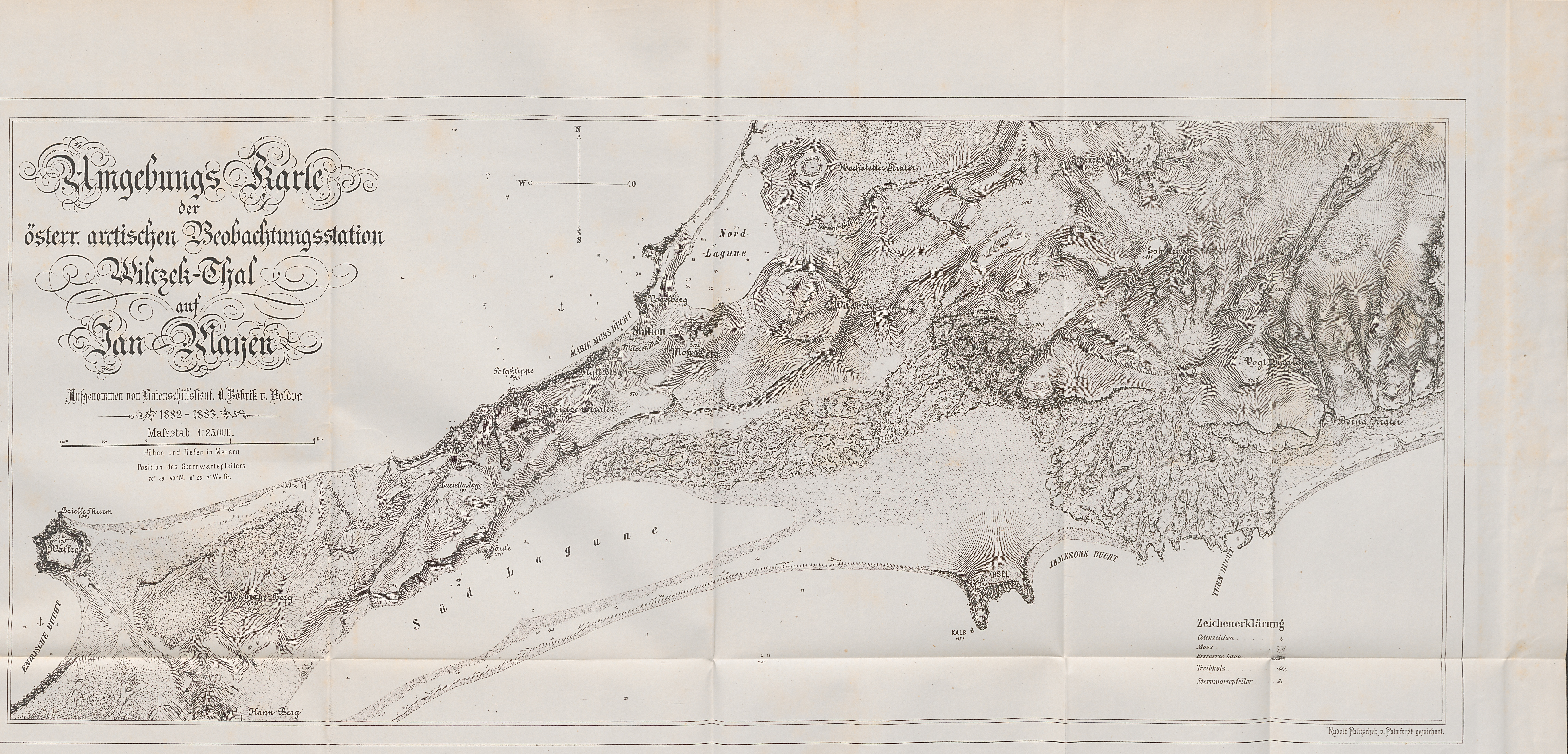
EIER-INSEL auf der Wohlgemuth-Karte von 1886